# Kup Hrvatske u softbolu za žene 2004.
Kup Hrvatske u softbolu za žene 2004. godine.

## Sudionice
Sudionice su bile softbolašice zagrebačkih klubova, "Princa", "Novog Zagreba" i "Hrv. dragovoljca".

## Konačni redoslijed
```
Por. Klub          
1. Princ (Zagreb)
2. Novi Zagreb 
3. Hrvatski dragovoljac
```

Osvajačice kupa Hrvatske u softbolu 2004. su igračice djevojčadi "Princa" - Zagreb.